# Susanna Mildonian

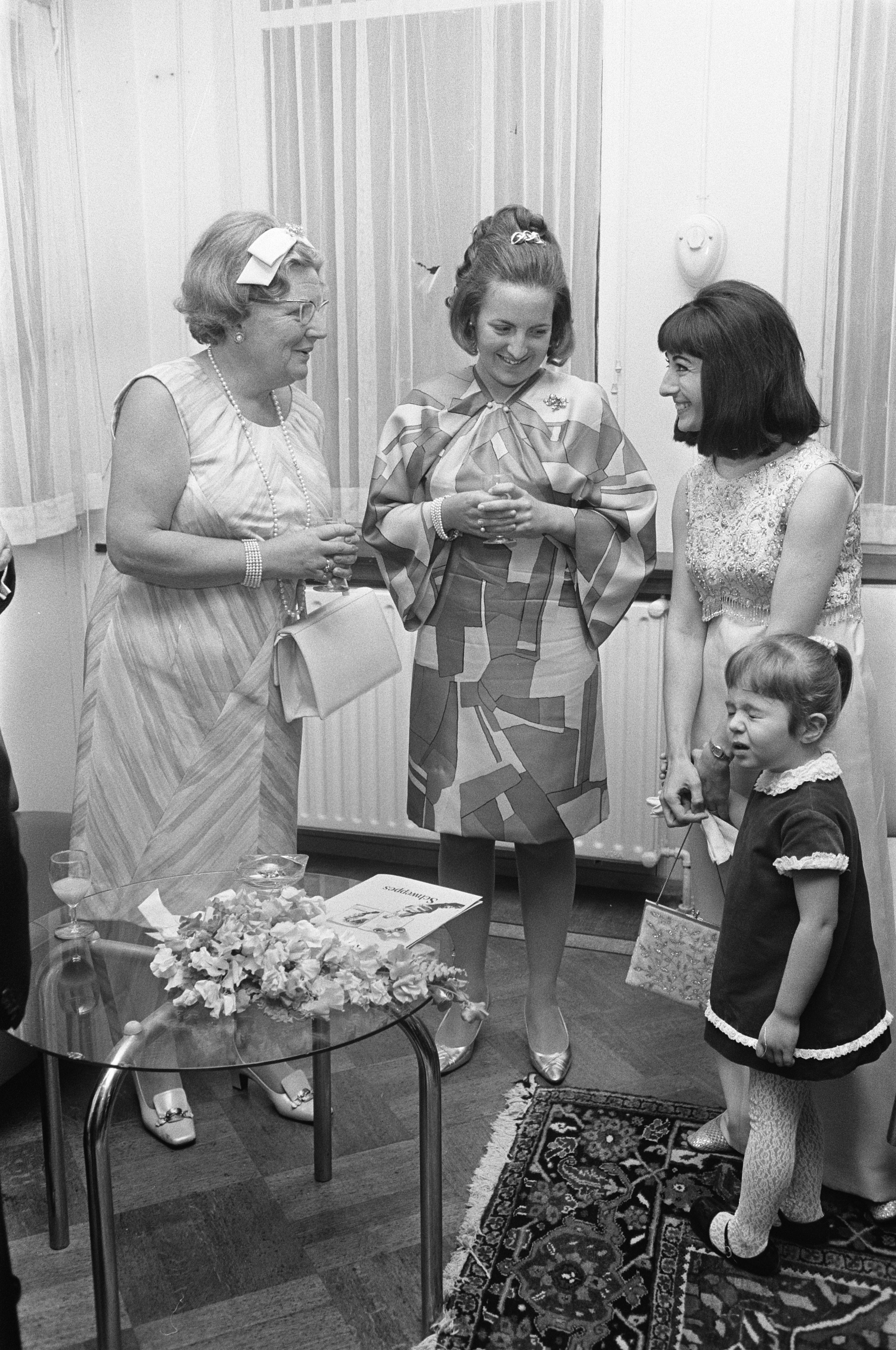
Mildonian, avec la reine Juliana et la princesse Margriet (Amsterdam, 1969).

Susanna Mildonian (née le 2 juillet 1940 à Venise et morte le 7 octobre 2022,) est une harpiste belge.

## Biographie
Née de parents arméniens, elle suit des cours de harpe au conservatoire « Benedetto Marcello » avec Margherita Cicognari à Venise. Plus tard, elle étudie au Conservatoire de Paris avec Pierre Jamet.
Elle a enregistré des concertos pour harpe avec orchestre d'Alberto Ginastera et Heitor Villa-Lobos, des concertos pour deux harpes avec orchestre de François-Joseph Gossec et Jean Françaix (avec Catherine Michel), des concertos pour violon et harpe avec orchestre de Louis Spohr (avec Ruggiero Ricci), sonates pour flûte et harpe (avec Maxence Larrieu), etc. Elle a traduit la sonate pour piano en ré mineur de Mateo Albéniz pour harpe.
À partir de 1971, elle est professeur de harpe dans des institutions telles que le Conservatoire royal de Bruxelles et les conservatoires de Tilburg et de Rotterdam. Elle donne également des cours d'été à Sienne (Accademia Musicale Chigiana) et à Venise. En 2004, elle prend sa retraite à Bruxelles et fait don de sa collection de 500 partitions à cette Academia[réf. nécessaire].

## Prix et distinctions
- premier Prix au premier Concours international de harpe en Israël en 1959[1].
- premier Prix au Concours international de musique de Genève en 1964[1].
- premier Prix au Concours international « Marcel Tournier » à Paris 1971[1].
- Grand Prix du Disque à Paris